# Peter Blaker, Baron Blaker
Peter Allan Renshaw Blaker, Baron Blaker KCMG PC (* 4. Oktober 1922 in Hongkong; † 5. Juli 2009) war ein britischer Politiker der Conservative Party.
Blaker war von 1964 bis 1992 Mitglied des Unterhauses für den Wahlbezirk Blackpool South. Bei den Unterhauswahlen 1992 trat er nicht mehr an. 1994 wurde er zum Life Peer ernannt.
Blaker war seit 1953 mit Jennifer Dixon verheiratet. Aus der Ehe gingen ein Sohn und zwei Töchter hervor.